# Puig de les Parets
El Puig de les Parets és una muntanya de 265 metres que es troba al municipi de Forallac, a la comarca catalana del Baix Empordà.